# Loi pour la promotion de la culture aïnoue et pour la dissémination et le soutien des traditions aïnoues et de la culture aïnoue
La Loi pour la promotion de la culture aïnoue et pour la dissémination et le soutien des traditions aïnoues et de la culture aïnoue (アイヌ文化の振興並びにアイヌの伝統等に関する知識の普及及び啓発に関する法律), ou plus simplement Loi pour la promotion de la culture aïnoue (アイヌ文化振興法) ou Nouvelle loi aïnoue (アイヌ新法), est une loi japonaise en faveur de l'ethnie des Aïnous, dont le but est de leur permettre d'affirmer leur différence culturelle au sein de la nation japonaise.
Imaginée par Giichi Nomura, rendue envisageable grâce à la pression de l'ONU en faveur des populations autochtones et obtenue par Shigeru Kayano, elle a été promulguée le 14 mai 1997.
Les Aïnous peuvent ainsi créer des structures, monter des projets, organiser des spectacles et des festivités pour exercer leurs traditions culturelles de manière publique.
En avril 2019, cette loi est remplacée par une loi concernant la promotion des mesures visant à instaurer une société respectueuse de la fierté des Aïnous (アイヌの人々の誇りが尊重される社会を実現するための施策の推進に関する法律).